# 斯德望·洛佩斯
斯德望·洛佩斯（英語：Steven Lopes；1975年4月22日—）為美國籍天主教會主教，他是天主教聖伯多祿寶座個別教長管轄區第二任教長及首位主教教長，於2016年2月2日正式晉牧及就任。

## 生平

### 早年生活
洛佩斯於1975年4月22日生於美國加州佛利蒙市，擁有葡萄牙及波蘭雙重血統，他早年分別於加州內的天主教學校接受教育。
洛佩斯畢業後分別於舊金山大學及奧地利茵斯布魯克大學接受教育。

### 神職生涯
洛佩斯進入舊金山總教區的聖博德修院接受神職訓練，其後他被派遣到羅馬的宗座額我略大學接受神學培育。
洛佩斯於2000年10月5日於梵蒂岡聖伯多祿大殿領受執事聖秩，並於2001年6月23日於舊金山總教區的聖母升天主教座堂由時任的威廉·萊瓦達總主教領受司鐸聖秩。洛佩斯晉鐸後，分別於舊金山總教區兩間聖堂擔任助理本堂神父。他其後回到羅馬的宗座額我略大學功讀神學博士學位。
由2005年開始，洛佩斯開始在教廷信理部擔任要職，同時在宗座額我略大學教授神學。
2010年7月10日，洛佩斯被授予「陛下專職司鐸」的頭銜，因此他被尊稱為「蒙席」。
2015年11月4日，教宗方濟各任命洛佩斯為天主教聖伯多祿寶座個別教長管轄區的第二任教長，他於2016年2月2日在德州休士頓由時任的教廷信理部部長吉拉·類斯·米勒樞機晉牧及就任為聖伯多祿寶座個別教長管轄區的第二任教長及首位主教教長。